# KZ Julius
Das Konzentrationslager Julius wurde im Frühjahr 1943 als ein Männer-Außenlager des KZ Buchenwald in Schönebeck (Elbe) errichtet. Am 30. März 1943 ist es erstmals in den Stärkemeldungen des Stammlagers nachzuweisen.

## Geschichte
Mit den Häftlingen sollte der Arbeitskräftemangel im Schönebecker Zweigbetrieb der Junkers-Flugzeug- und Motorenwerke AG ausgeglichen werden. In diesem Werk wurden während des Krieges Elektroguss-, Blechpress- und Zerspanteile sowie Aggregate für die Flugzeugzellen der Baumuster Ju 88, Ju 188 und He 162 hergestellt.
Das Lager befand sich an der Barbyer Straße unmittelbar neben dem Elbdeich. Es bestand aus sieben Baracken, teils aus Stein, teils aus Holz. Der Häftlingsbereich war mit elektrisch geladenem Stacheldraht umzäunt und an den Ecken von vier Wachtürmen bewacht.
Die Zahl der Häftlinge betrug anfangs 100 und stieg zeitweise auf 1800 an (600 Sowjetbürger, 500 Franzosen, 300 Polen, 150 Niederländer, 100 Tschechen und Slowaken, Italiener sowie einige Deutsche, Spanier, Belgier und Juden). Die Häftlinge mussten in jeweils zwölfstündigen Tag- und Nachtschichten arbeiten. Nach Aussagen von überlebenden Häftlingen wurde das Lager als weniger hartes Kommando betrachtet, dennoch gab es auch hier Hunger, Kälte und lange Appelle. Ab Anfang 1944 gab es eine eigene Krankenstation im Lager, bis dahin wurden erkrankte Häftlinge zurück ins Stammlager gebracht. Bei Todesfällen wurden die Leichen zur NS-Tötungsanstalt Bernburg gebracht und dort, z. T. auch ohne Totenschein, verbrannt.
Die letzte Stärkemeldung des Lagers am 10. April 1945 betrug 1563 Häftlinge. Mit Beginn der Kämpfe in Magdeburg wurde das Lager am 11. April 1945 geräumt. Die Häftlinge wurden gemeinsam mit 163 Häftlingen aus dem Lager Leopoldshall auf einen Todesmarsch geschickt, der über Barby, Loburg, Wiesenburg, Lehnin, Wittstock, Grabow, Redlin führte. Die Spur des Todesmarsches verliert sich zwischen dem 2. und 4. Mai 1945 in der Gegend von Parchim, Neustadt-Glewe und Sülstorf. Etwa 300 bis 400 Überlebende wurden von US-Truppen befreit. Die Zahl der Häftlinge, die flüchten konnten oder die während des Todesmarsches erschossen wurden, ist unbekannt.
Einer der Kommandoführer des KZ Schönebeck, SS-Hauptscharführer Adolf K. W. Wuttke, wurde 1947 von einem US-Militärgericht zu viereinhalb Jahren Haft verurteilt. Über andere namentlich bekannte Kommandoführer (SS-Oberscharführer Blinnenroth, SS-Obersturmführer Borell) ist nichts bekannt.

## Zeit nach dem Krieg
Nach 1945 wurde das ehemalige Lagergelände zur Unterbringung von Flüchtlingen aus Schlesien und dem Sudetenland genutzt. 1958 wurde auf dem Gelände des ehemaligen Junkerswerkes das VEB Traktoren- und Dieselmotorenwerk Schönebeck errichtet. Bis 1997 wurden die Baracken als Materiallager des VEB Traktoren- und Dieselmotorenwerk Schönebeck bzw. dessen Nachfolger Landtechnik AG Schönebeck genutzt. Inzwischen sind die Baracken bis auf eine noch als privates Wohnhaus genutzte abgerissen.

## Gedenkstätte
Am Eingang des VEB Traktoren- und Dieselmotorenwerk Schönebeck wurde ein Gedenkstein errichtet. Der Text auf der Gedenktafel lautet "Niemals vergessen! Hier errichteten die Faschisten 1943 ein Nebenlager des KZ Buchenwald. Wir schufen hier seit 1958 für den friedlichen Aufbau das Traktorenwerk".

## Bekannte Häftlinge
Der polnische Schauspieler und Theaterleiter Józef Szajna kam 1944 aus dem KZ Auschwitz ins KZ Buchenwald und von dort in das Außenlager Schönebeck. Dort konnte er Zeichnungen und Gemälde anfertigen, von denen einige erhalten sind. Einige Wandbilder in Baracken des KZ Schönebeck wurden 1992 entdeckt und sichergestellt. Außerdem existieren noch einige Kohlezeichnungen, die er mittels abgebrannter Streichhölzer anfertigte.